# Llibertats civils
Les llibertats públiques o llibertats civils són garanties i llibertats personals que el govern no pot infringir, sigui per llei o per interpretació judicial sense el degut procés. L'abast del terme difereix entre els diferents països, però alguns són comuns a diversos territoris, com la protecció contra la tortura o la desaparició forçada, la llibertat de consciència, la llibertat de premsa, la llibertat de culte, llibertat d'expressió, la llibertat de reunió, el dret a la seguretat i a la intimitat, el dret a la igualtat de tracte davant la llei i el degut procés, el dret a un judici just i el dret a la vida. Altres llibertats civils inclouen el dret a la propietat, el dret a defensar-se i el dret a la integritat corporal. Entre les distincions entre les llibertats civils i altres tipus de llibertat, hi ha distincions entre llibertat positiva o drets positius i llibertat negativa o drets negatius.

## Context

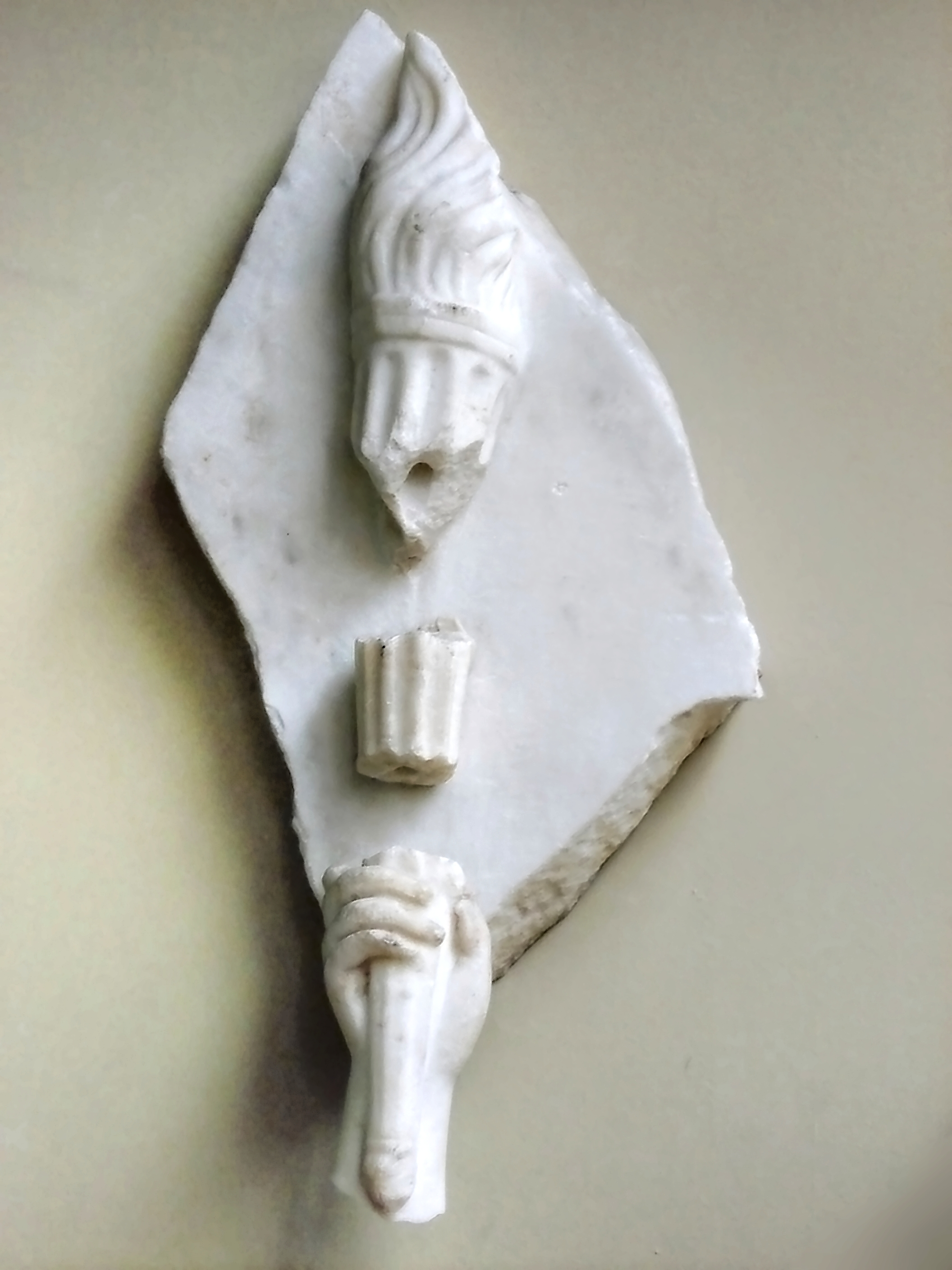
La llibertat trencada (Museu Arqueològic d'Istanbul)

Moltes nacions contemporànies tenen una constitució, una declaració de drets o documents constitucionals similars que enumeren i pretenen garantir les llibertats civils. Altres nacions han promulgat lleis similars mitjançant diversos mitjans legals, com ara la signatura i la ratificació o la posada en vigor de convencions clau com la Convenció Europea de Drets Humans i el Pacte Internacional de Drets Civils i Polítics. L'existència d'algunes llibertats civils reclamades és una qüestió de disputa, com també ho és l'abast de la majoria dels drets civils. Els exemples més controvertits inclouen els drets a la propietat, els drets reproductius i el matrimoni civil. En règims autoritaris en què la censura del govern impedeix les llibertats civils percebudes, alguns defensors de la llibertat civil defensen l'ús d'eines anònimes per permetre la llibertat d'expressió, la privadesa i l'anonimat. El grau en què les democràcies reconeixen les llibertats civils es veu afectat per la influència del terrorisme. També és discutible si l'existència de delictes sense víctimes infringeix o no les llibertats civils. Un altre tema de debat és la suspensió o alteració de determinades llibertats civils en temps de guerra o estat d'excepció, incloent-hi fins a quin punt això s'ha de produir.
El concepte formal de llibertats civils es remunta sovint a la Carta Magna, una carta legal anglesa acordada el 1215 que al seu torn es basava en documents preexistents, és a dir, la Carta de les Llibertats.

## Àsia

### Xina
La Constitució de la República Popular de la Xina (que s'aplica només a la Xina continental, no a Hong Kong, Macau i Taiwan), especialment els seus drets i deures fonamentals dels ciutadans, pretén protegir moltes llibertats civils. Taiwan, que està separat de la Xina continental, té la seva pròpia Constitució.
Tot i que la constitució de 1982 garanteix les llibertats civils, el govern xinès sol utilitzar les clàusules de "subversió del poder de l'estat" i "protecció dels secrets d'estat" en el seu sistema legal per empresonar els que critiquen el Partit Comunista Xinès (PCC) i els líders nacionals.

### Índia

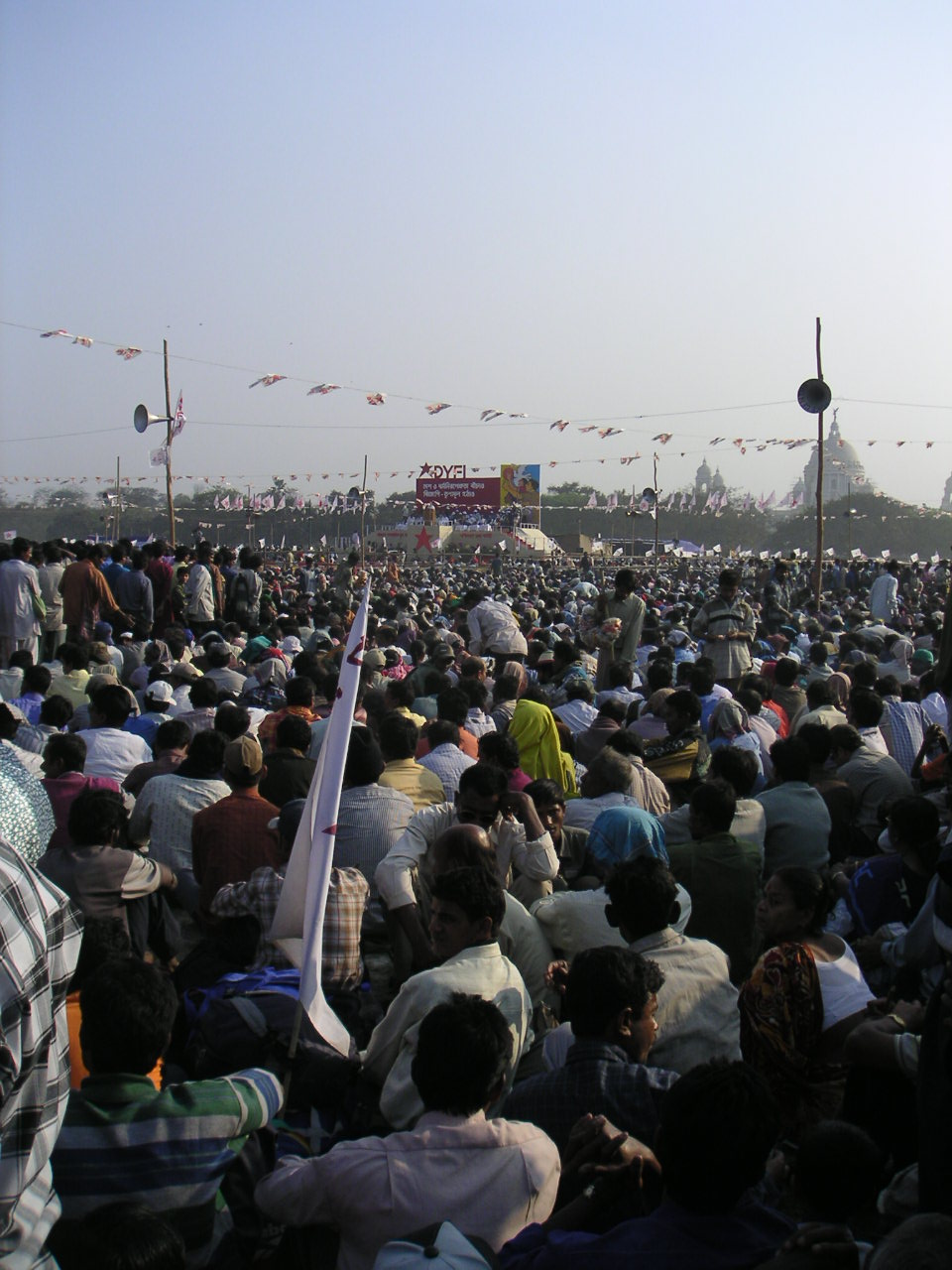
Enormes mítings com aquest a Calcuta són habituals a l'Índia.

Els Drets Fonamentals – plasmats a la part III de la constitució – garanteixen llibertats perquè tots els indis puguin viure en pau com a ciutadans de l'Índia. Els sis drets fonamentals són el dret a la igualtat, el dret a la llibertat, el dret contra l'explotació, el dret a la llibertat de religió, els drets culturals i educatius i el dret als recursos constitucionals.
Aquests drets inclouen els drets individuals comuns a la majoria de les democràcies liberals, incorporats a la llei fonamental del país i que són exigibles en un tribunal de justícia. Les violacions d'aquests drets donen lloc a càstigs tal com estableix el Codi Penal Indi, subjecte a la discreció del poder judicial. Aquests drets no són ni absoluts ni immunes a les modificacions constitucionals. El seu objectiu ha estat capgirar les desigualtats de les pràctiques socials anteriors a la independència. Concretament, van donar lloc a l'abolició de la intocabilitat i van prohibir la discriminació per raó de religió, raça, casta, sexe o lloc de naixement. Prohibeixen el tràfic de persones i el treball forçós. Protegeixen els drets culturals i educatius de les minories ètniques i religioses permetent-los preservar les seves llengües i administrar les seves pròpies institucions educatives.
Totes les persones, sense distinció de raça, religió, casta o sexe, tenen dret a dirigir-se als Tribunals Superiors o al Tribunal Suprem per fer valer els seus drets fonamentals. No cal que sigui el perjudicat qui ho faci. En interès públic, qualsevol persona pot iniciar un litigi al tribunal en nom seu. Això es coneix com a "litigis d'interès públic". Els jutges del Tribunal Superior i del Tribunal Suprem també poden actuar pel seu compte a partir dels informes dels mitjans de comunicació.
Els Drets Fonamentals posen l'accent en la igualtat garantint a tots els ciutadans l'accés i l'ús de les institucions i proteccions públiques, independentment de la seva procedència. Els drets a la vida i la llibertat personal s'apliquen a persones de qualsevol nacionalitat, mentre que altres, com ara la llibertat d'expressió i expressió, només s'apliquen als ciutadans de l'Índia (inclosos els ciutadans indis no residents). El dret a la igualtat en matèria d'ocupació pública no es pot conferir als ciutadans estrangers de l'Índia.
Els Drets Fonamentals protegeixen principalment els individus de qualsevol acció arbitrària de l'Estat, però alguns drets també són exigibles als particulars. Per exemple, la constitució suprimeix que algú sigui intocable i prohibeix el treball forçós o begar. Aquestes disposicions actuen com a control tant de l'actuació de l'Estat com de l'actuació dels particulars. Els drets fonamentals no són absoluts i estan subjectes a restriccions raonables que siguin necessàries per a la protecció de l'interès nacional. En el cas Kesavananda Bharati contra l'estat de Kerala, la Cort Suprema va dictaminar que es poden modificar totes les disposicions de la constitució, inclosos els drets fonamentals. Tanmateix, el Parlament no pot alterar l'estructura bàsica de la constitució com la laïcitat, la democràcia, el federalisme, la separació de poders. Sovint anomenada "doctrina de l'estructura bàsica", aquesta decisió és àmpliament considerada com una part important de la història de l'Índia. El 1978 Maneka Gandhi v. En el cas de la Unió de l'Índia, el Tribunal Suprem va ampliar la importància de la doctrina com a superior a qualsevol legislació parlamentària. Segons el veredicte, cap acte del parlament es pot considerar llei si vulnera l'estructura bàsica de la constitució. Aquesta garantia històrica dels Drets Fonamentals va ser considerada com un exemple únic d'independència judicial en la preservació de la santedat dels Drets Fonamentals. Els Drets Fonamentals només es poden alterar mitjançant una esmena constitucional, per tant, la seva inclusió és un control no només al poder executiu, sinó també al Parlament i a les legislatures estatals. La imposició de l'⁣estat d'excepció pot comportar la suspensió temporal dels drets que confereix l'article 19 (incloses les llibertats d'expressió, reunió i moviment, etc.) per preservar la seguretat nacional i l'ordre públic. El president pot, per ordre seva, suspendre també els recursos constitucionals escrits.

### Japó
Des de 1947, el Japó, un país amb una monarquia constitucional i conegut per la seva "societat socialment conservadora on el canvi és gradual", té una constitució amb una declaració de drets aparentment forta en el seu nucli (Capítol III. Drets i deures de les persones). En molts aspectes, s'assembla a la Constitució dels Estats Units anterior a la Llei de drets civils de 1964, i això és perquè va néixer durant l'ocupació aliada del Japó. Aquesta constitució es va veure com una imposició estrangera per a les elits governants, però no per a la gent comuna "que no tenia fe en els seus líders desacreditats i donava suport a un canvi significatiu". En abstracte, la constitució s'esforça per garantir les llibertats i els drets individuals fonamentals, que estan coberts clarament als articles 10 a 40. El més destacat dels articles sobre la dignitat humana és l'article 25, secció 1, que garanteix que "totes les persones tenen dret a mantenir els estàndards mínims de vida sana i culta".
Malgrat l'adopció d'aquesta constitució liberal, sovint coneguda com la "Constitució de postguerra" (戦後憲法, Sengo-Kenpō) o la "Constitució de la pau" (平和憲法, Heiwa-Kenpō), les elits governants japoneses han lluitat per introduir una política inclusiva, societat oberta i pluralista. Fins i tot després del final de la Segona Guerra Mundial i la sortida del govern aliat d'ocupació el 1952, el Japó ha estat objecte de crítiques internacionals per no admetre crims de guerra, discriminació religiosa institucional i mantenir una feble llibertat de premsa, el tractament dels nens, minories, estrangers i dones, el seu sistema de justícia penal punitiva i, més recentment, el biaix sistemàtic contra les persones LGBT.
El primer intent japonès d'una declaració de drets va ser a la constitució Meiji del segle XIX (1890), que va prendre com a models bàsics tant la constitució prusiana (1850) com la britànica. Tanmateix, va tenir una escassa influència en la pràctica de l'estat de dret, així com en la vida diària de les persones. Per tant, la història curta i deliberadament gradual de lluites pels drets personals i la protecció contra les imposicions del govern/la societat encara ha de transformar el Japó en un defensor de la llibertat universal i individual. Segons l'estudiós constitucional Shigenori Matsui, "Les persones solen considerar el projecte de llei de drets com un imperatiu moral i no com a norma judicial. Les persones també solen confiar en els buròcrates per solucionar problemes socials, incloses fins i tot violacions dels drets humans, en lloc del tribunal"
Malgrat les divergències entre la cultura social del Japó i el constitucionalisme liberal que pretén haver adoptat, el país ha avançat cap a tancar la bretxa entre la noció i la pràctica de la llei. La tendència és més evident a llarg termini. Entre diversos exemples, la Dieta del Japó (legislatura bicameral) va ratificar la Carta Internacional dels Drets Humans el 1979 i després va aprovar la Llei per a la Igualtat d'Oportunitats en l'Ocupació d'Homes i Dones el 1985, mesures que es van anunciar com a grans passos cap a una societat democràtica i participativa. El 2015, a més, va arribar a un acord amb Corea per compensar els abusos relacionats amb les anomenades "dones de conhort" que van tenir lloc durant l'ocupació japonesa de la península. Tanmateix, el grup pels drets humans i les famílies dels supervivents van condemnar l'acord com a paternalista i insultant.
Al seu web oficial, el govern japonès ha identificat diversos problemes de drets humans. Entre aquests hi ha els abusos infantils (per exemple, assetjament escolar, càstigs corporals, abusos sexuals infantils, prostitució infantil i pornografia infantil), negligència i maltractament freqüent de persones grans i persones amb discapacitat, discriminació contra els buraku) o el poble ainu (pobles indígenes del Japó), estrangers, portadors del VIH/sida, pacients amb lepra, persones sortides de la presó després de complir la seva condemna, víctimes de delictes, persones amb violació dels drets humans per Internet, persones sense llar, persones amb trastorns de la identitat de gènere, i dones. A més, el govern enumera problemes sistemàtics amb els biaixos de gènere i la referència estàndard a les preferències sexuals per als llocs de treball i altres funcions de la societat.
Les organitzacions de drets humans, nacionals i estrangeres, amplien la llista per incloure violacions de drets humans relacionades amb les polítiques governamentals, com en el cas del sistema daiyo kangoku (presó substituta) i els mètodes d'interrogatori de sospitosos de delicte. L'esforç d'aquestes agències i dels ciutadans sembla donar els seus fruits. El 2016, el Departament d'Estat dels Estats Units va publicar un informe que afirmava que el historial de drets humans del Japó mostrava signes de millora.

## Austràlia
Tot i que Austràlia no té una Carta de Drets consagrada o un document legal vinculant similar, les llibertats civils s'assumeixen com a protegides mitjançant una sèrie de normes i convencions. Austràlia va participar principalment i va ser un signatari clau de la Declaració Universal dels Drets Humans de l'ONU (1948).
La Constitució d'Austràlia (1900) ofereix una protecció molt limitada dels drets. Només contempla el dret a la llibertat de religió i el dret a no ser discriminat per la residència fora de l'estat (el prejudici històric basat en la residència dins d'un estat afecta el tractament dins d'un altre).
Algunes interpretacions de la Constitució de l'Alt Tribunal han permès que s'estableixin drets implícits com la llibertat de comunicació política (que s'interpreta de manera àmplia) i el dret de vot, però encara no se n'han identificat altres com la llibertat de reunió i la llibertat d'associació.

### Tracte als refugiats
Durant l'última dècada, Austràlia ha experimentat una discussió creixent pel que fa al tractament dels que demanen asil. Tot i que Austràlia és signatària de la Convenció de l'ONU sobre els Refugiats (1951), els successius governs han demostrat un enduriment creixent de les fronteres; especialment contra aquells que busquen el pas a través de petits vaixells.
Tant el govern d'Abbott (2013) com els seus predecessors (els governs Gillard i Howard) han lluitat per frenar els sol·licitants d'asil per mar, que consideren "immigració il·legal". La recent implicació de la Marina australiana en les operacions de rescat de refugiats ha preocupat molts grups de drets humans com Amnistia Internacional per la "militarització" del tracte als refugiats i la qüestió dels seus drets humans a Austràlia. L'actual política de "retorn enrere" és especialment divisiva, ja que implica col·locar refugiats en bots salvavides governamentals i dirigir-los cap a Indonèsia. Tot i l'oposició, però, la resposta del govern d'Abbott ha vist fins ara una reducció en el nombre de refugiats potencials que empren la perillosa ruta cap a Austràlia, que el govern argumenta com un indicador de l'èxit de la seva política.

## Europa
La Convenció Europea dels Drets Humans, a la qual pertanyen gairebé tots els països europeus (a part de Belarús), enumera una sèrie de llibertats civils i té una força constitucional variable en els diferents estats europeus.

### República Txeca
Després de la Revolució de Vellut, a Txecoslovàquia va tenir lloc una revisió constitucional. L'any 1991 es va aprovar la Carta dels Drets Fonamentals i de les Llibertats Bàsiques, amb la mateixa validesa jurídica que la Constitució. La República Txeca ha mantingut la Carta en la seva totalitat després de la dissolució de Txecoslovàquia com a Llei núm. 2/1993 Coll. (La Constitució és núm. 1).

### França
La Declaració dels Drets de l'Home i del Ciutadà de França de 1789 enumerava moltes llibertats civils i té força constitucional.

### Alemanya
La constitució alemanya, el "Grundgesetz" (lit. "Llei base"), comença amb una llista elaborada de llibertats civils i estats al sec. 1 "La dignitat de l'home és inviolable. Respectar-lo i protegir-lo és deure de tota autoritat pública”. Seguint el "sistema austríac", el poble té dret a apel·lar davant el Tribunal Constitucional Federal d'Alemanya ("Bundesverfassungsgericht") si considera que els seus drets civils estan sent violats. Aquest procediment ha configurat considerablement el dret alemany al llarg dels anys.

### Regne Unit
Les llibertats civils al Regne Unit es remunten a la Carta Magna del 1215 i el dret comú i la llei estatutària del segle XVII, com ara la Petició de Dret de 1628, la Llei d'Habeas Corpus de 1679 i la Carta de Drets de 1689. Parts d'aquestes lleis es mantenen avui en dia i es complementen amb altres lleis i convencions que formen col·lectivament la Constitució no codificada del Regne Unit. A més, el Regne Unit és signatari del Conveni Europeu de Drets Humans que cobreix tant els drets humans com les llibertats civils. La Llei de Drets Humans de 1998 incorpora la gran majoria dels drets de la Convenció directament a la llei del Regne Unit.
El juny de 2008, l'aleshores secretari de l'Interior a l'ombra, David Davis, va renunciar al seu escó parlamentari pel que va descriure com "l'erosió de les llibertats civils" per part del llavors govern laborista, i va ser reelegit en una plataforma de llibertats civils (tot i que no es va oposar als candidats). d'altres grans partits). Això es refereix a les lleis antiterroristes i, en particular, a l'extensió de la presó preventiva, que molts consideren com una infracció de l'habeas corpus establert a la Carta Magna.

### Rússia
La Constitució de la Federació de Rússia garanteix, en teoria, molts dels mateixos drets i llibertats civils que els EUA, excepte portar armes, és a dir: llibertat d'expressió, llibertat de religió, llibertat d'associació i reunió, llibertat d'escollir llengua, degut procés, a un judici just, intimitat, llibertat de vot, dret a l'educació, etc. No obstant això, grups de drets humans com Amnistia Internacional han advertit que Vladímir Putin ha reduït seriosament la llibertat d'expressió, la llibertat de reunió i la llibertat d'associació enmig d'⁣un autoritarisme creixent.

## Amèrica del Nord

### Canadà
La Constitució del Canadà inclou la Carta canadenca de drets i llibertats que garanteix molts dels mateixos drets que la constitució dels EUA. La Carta omet qualsevol menció o protecció de la propietat.

### Estats Units
La Constitució dels Estats Units, especialment la seva Carta de Drets, protegeix les llibertats civils. L'aprovació de la catorzena esmena va protegir encara més les llibertats civils mitjançant la introducció de la clàusula de privilegis o immunitats, la clàusula del degut procés i la clàusula d'igualtat de protecció. Els drets humans als Estats Units sovint s'anomenen drets civils, que són aquells drets, privilegis i immunitats que tenen totes les persones, a diferència dels drets polítics, que són els drets inherents a aquells que tenen dret a participar en les eleccions, com a candidats o votants. Abans del sufragi universal, aquesta distinció era important, ja que moltes persones no tenien dret a vot, però encara es consideraven que tenien les llibertats fonamentals derivades dels drets a la vida, la llibertat i la recerca de la felicitat. Aquesta distinció és menys rellevant ara que els nord-americans gaudeixen de sufragi gairebé universal, i ara s'entén que els drets civils inclouen els drets polítics a votar i participar en les eleccions, a més a més, es classifiquen amb les llibertats civils en general com a drets positius o drets negatius. Com que els governs tribals nadius americans mantenen la sobirania sobre els membres de les tribus, el Congrés dels Estats Units el 1968 va promulgar una llei que bàsicament aplica la majoria de les proteccions de la Carta de Drets als membres de les tribus, que s'ha de fer complir principalment pels tribunals tribals.
La Llei de llibertats civils de 1988 va ser signada en vigor pel president Ronald Reagan el 10 d'agost de 1988. L'acte va ser aprovat pel Congrés per emetre una disculpa pública per a aquells d'ascendència japonesa que van perdre la seva propietat i llibertat a causa d'accions discriminatòries del govern dels Estats Units durant el període d'internament. Aquesta llei també va proporcionar molts altres beneficis dins de diversos sectors del govern. Dins de la hisenda va establir un fons d'educació pública de llibertats civils. Va ordenar al fiscal general que identifiqués i localitzés cada individu afectat per aquest acte i que els pagués 20.000 dòlars del fons d'educació pública de llibertats civils. També va establir un consell d'administració que s'encarrega de fer els desemborsaments d'aquest fons. Finalment, exigia que tots els documents i registres creats o rebuts per la comissió fossin conservats per l'Arxiver dels Estats Units.